# Минино (Татарский район)
Ми́нино — деревня в Татарском районе Новосибирской области России. Входит в состав муниципального образования (сельского поселения) Новопокровский сельсовет.

## География
Деревня стоит на 1008 км федеральной трассы Р254 «Иртыш» (ранее — М51 «Байкал»), чуть севернее автодороги. К северу от Минино проходит линия Западно-Сибирской железной дороги (основной путь Транссиба, перегон Татарская—Барабинск). В районе Минино, между станциями Татарская и Кабаклы, расположен ряд остановочных пунктов, с запада на восток — 2891 км, Тарышта, 2896 км (ближайшая к деревне платформа, иногда также называемая Минино), 2898 км.
В окрестностях Минино находятся другие населённые пункты Новопокровского сельсовета: северо-восточнее — деревня Ивановка и одноимённый станции посёлок при станции Кабаклы (около 7 км по прямой); на западе — посёлок Трактовый (10 км по прямой); на юго-западе — центр сельского поселения село Новопокровка (остановочный пункт 4 км на железнодорожной линии Татарск—Карасук; 12 км по прямой). В 5 км юго-западнее, также рядом с автотрассой «Иртыш» — садовое товарищество «Дружба».
Расстояние до райцентра города Татарск (узловая ж.д.-станция Татарская) — также около 12 км по прямой на запад. В 3 км к северо-западу от Минино — населённый пункт Остановочная Платформа Тарышта (при одноимённой ж.д.-платформе), в 9 км — село Киевка, в 10 км на север — деревня Богдановка (все три населённых пункта — Киевский сельсовет). На юге, на расстоянии 12 км расположена деревня Дубровино (Новомихайловский сельсовет).
Минино находится в болотистой местности. Сама деревня расположена на границе достаточно крупного болота Тарышта, располагающегося к северу и к востоку от населённого пункта (собственно, между Минино и платформой Тарышта). Севернее, за железной дорогой, по направлению к Богдановке, разместилось Богдановское болото (или же Кургуль). В районе деревни Ивановка и станции Кабаклы находится заболоченное озеро Средняя Особа. К северу от станции Кабаклы — Савкино болото. Юго-восточнее Минино, вдоль трассы «Иртыш» — болото Чикмар, за ним — крупное болото Черёмуховое, переходящее в горько-солёное Черёмуховое озеро.

## История
По местным преданиям, деревня Минина (прежний вариант названия, с окончанием на -а) была основана братьями Дмитрием и Андреем Петровичами Миниными в первой четверти XIX века. Во всяком случае, Минина уже присутствует на карте Томской губернии 1871 года. Деревня находилась в Каинском уезде Томской губернии (по крайней мере, по состоянию на 1900 год), в Вознесенской волости (1905 год). На картах 1905 и 1911 годов она обозначена как земля крестьян-старожил с законченным землеустройством.

## Население
| 2002 | 2007 | 2010 |
| ---- | ---- | ---- |
| 150  | ↘124 | ↘80  |

По данным переписи 2010 года, национальный состав населения села был следующим:
- русские — 75 чел. (93,75 %),
- поляки — 5 чел. (6,25 %).

По данным переписи 2002 года, в селе проживало 150 человек (72 мужчины, 78 женщин), 94 % населения составляли русские.
10 сентября 1917 года был составлен список лиц, имеющих право голоса на выборах в Учредительное собрание. По данным этого списка лиц, имеющих право голоса в «с. Мининское, Татарской волости, Каинского уезда, Томской губернии, участок № 2», было 252.

## Улицы
- ул. Зелёная[16].

## Инфраструктура
- 1 учреждение здравоохранения и 1 учреждение образования по состоянию на 2007 год[1].
- АЗС на трассе «Иртыш»[17].

## Известные уроженцы
- Волков, Андрей Алексеевич — Герой Советского Союза.